# Ostoja (Pruszków)
Ostoja (dawn. Ostoja Pęcicka) – dzielnica Pruszkowa znajdująca się na południowy wschód od jego centrum. Zabudowa Ostoi to niemal wyłącznie domy jednorodzinne (wolno stojące i szeregowe). Samo osiedle zaczęło powstawać w latach 60. XX wieku.
Ostoja Pęcicka należała niegdyś do gminy Michałowice. Jesienią 1954 włączono ją do Pruszkowa.